# Nyazeelandstrandskata
Nyazeelandstrandskata (Haematopus unicolor) är en vadarfågel i familjen strandskator.

## Utseende
Nyazeelandstrandskatan är en 47–49 cm lång strandskata som unikt för familjen uppträder i tre färgmorfer: en svart, en svartvit och en intermediär. Den svarta är helt sotsvart eller glansigt svart, med röd ögonring och ögoniris. Den är i princip identiskt med sotstrandskatan men har kortare stjärt som inte sticker utanför vingspetsarna på stående fågel. Hållningen är också påtagligt kantig.
Den svartvita färgmorfen har ett brett och varierande suddigt band på nedre delen av bröstet. Den saknar den vita skuldran hos australisk strandskata. I flykten har den ett vitt vingband som australisk strandskata, men är vit endast på övre stjärttäckarna. Hos den intermediära färgmorfen syns i flykten ett vitt band på övre stjärttäckarna och väl skilda små vita fläckar på större täckarna.

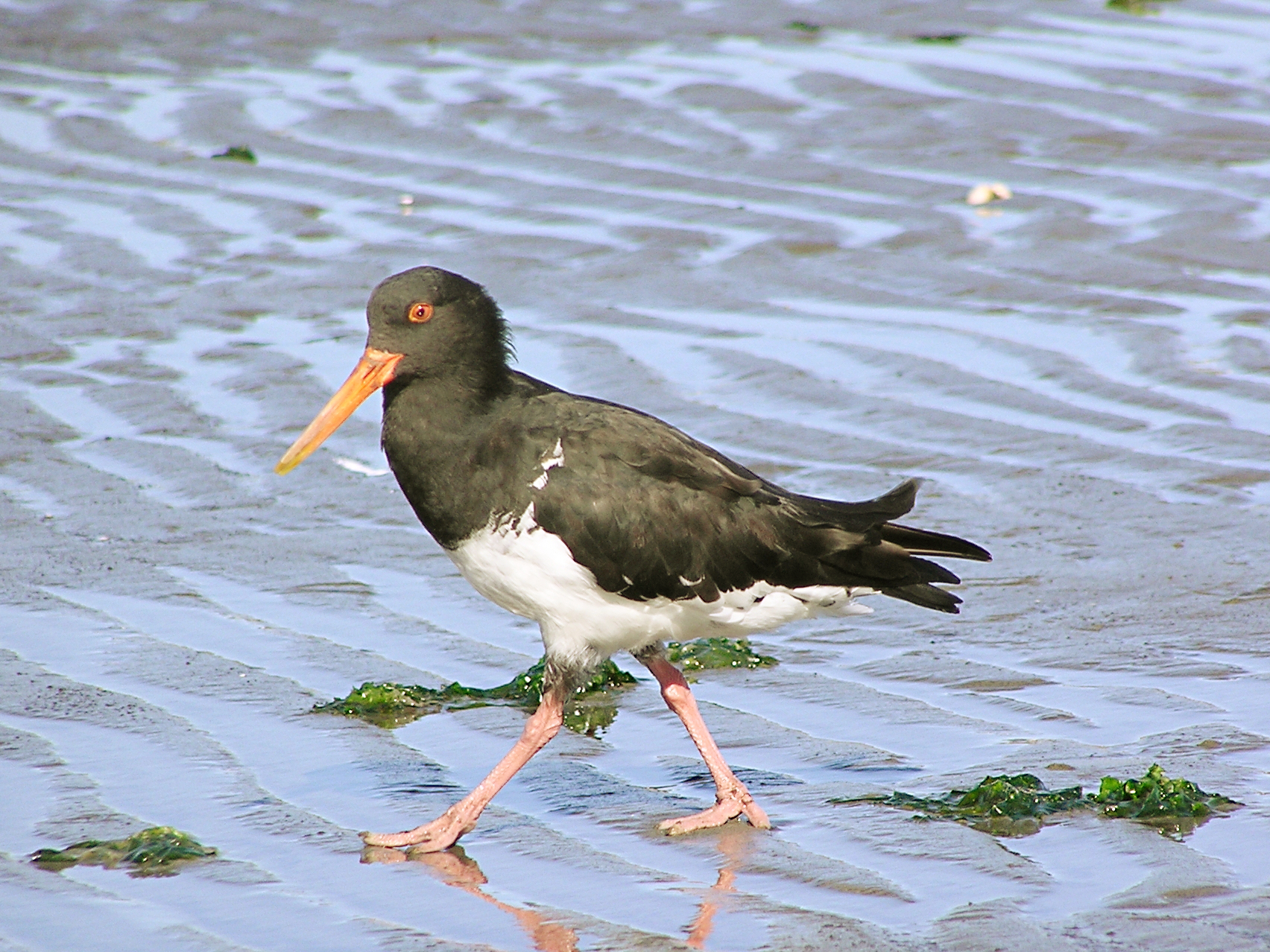
Svartvita formen.

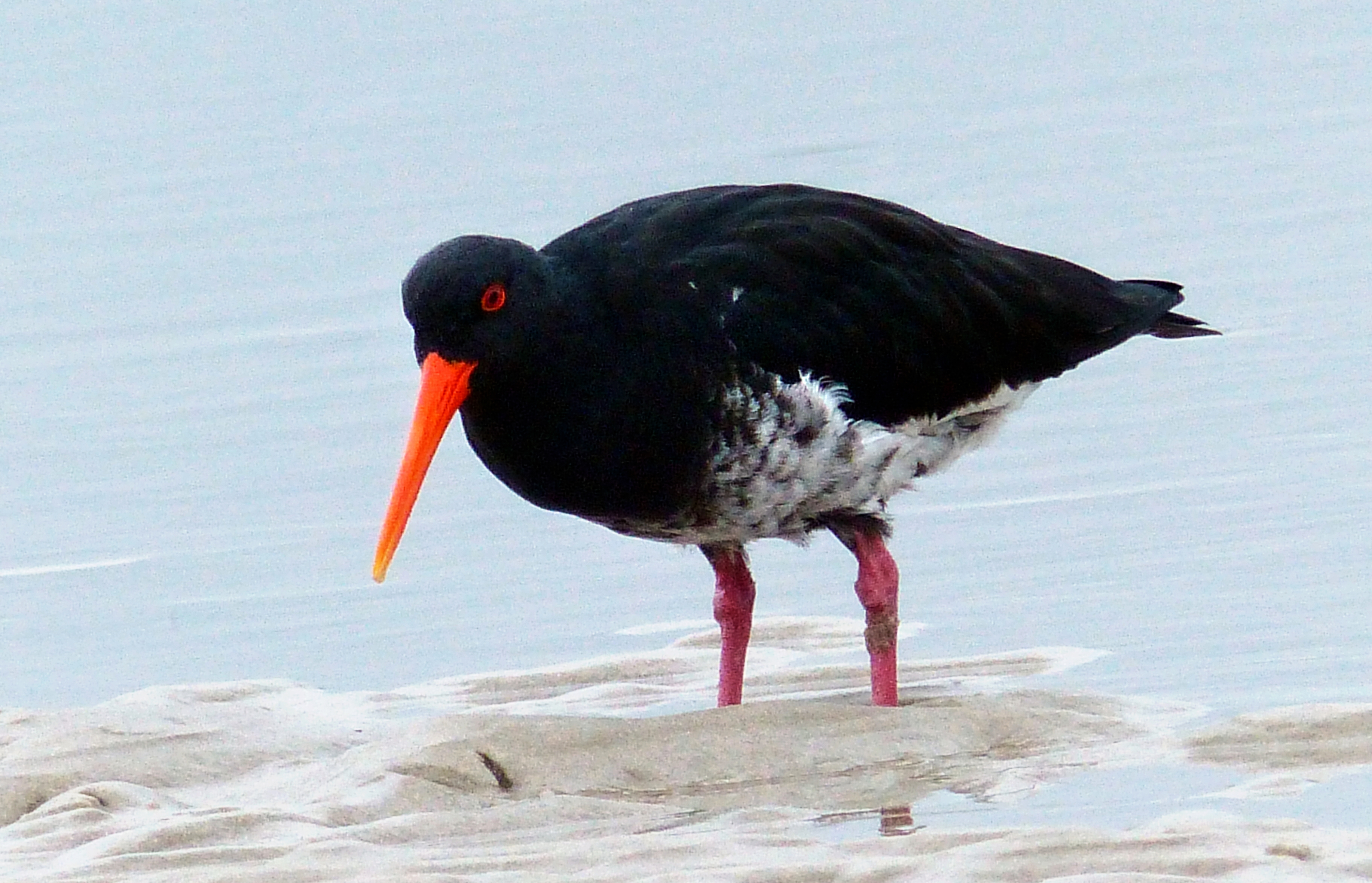
Intermediära formen.

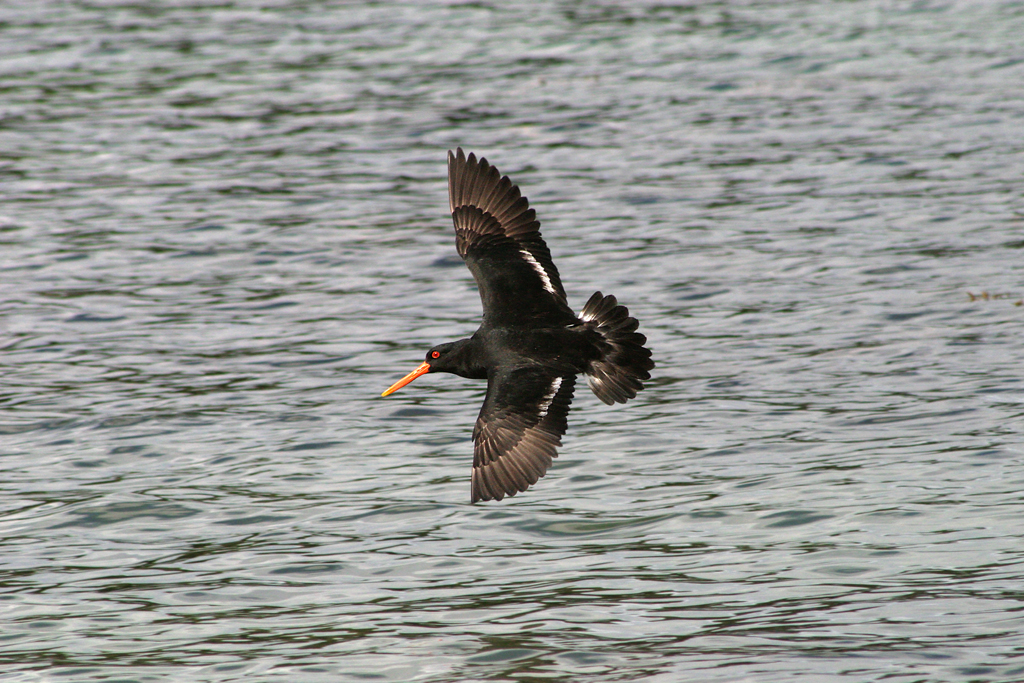
Intermediära formen i flykten.

## Utbredning och systematik
Fågeln förekommer vid Nya Zeelands kuster och på närliggande öar. Den behandlas som monotypisk, det vill säga att den inte delas in i några underarter.
Nyazeelandstrandskatan har tidigare behandlats som samma art som chathamstrandskatan och ibland även med europeiska och asiatiska strandskatan. De olika färgmorferna har ansetts utgöra olika underarter eller till och med egna arter. Sydöstrandskatan har tidigare ansetts vara en svartvit variant av nyazeelandstrandskatan. De behandlas numera som skilda arter, men har hybridiserat vid upprepade tillfällen.

## Levnadssätt
Nyazeelandstrandskatan påminner mer om svarta strandskator i beteendet än svartvita. 

## Status och hot
Arten har ett stort utbredningsområde och en stor population, och tros öka i antal. Utifrån dessa kriterier kategoriserar internationella naturvårdsunionen IUCN arten som livskraftig (LC).

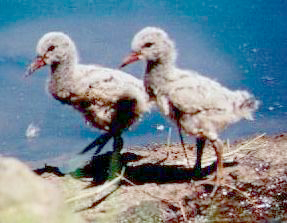
Två boungar